# Национальная идентичность
Национа́льная иденти́чность или национа́льное самосозна́ние — одна из составляющих идентичности человека, связанная с ощущаемой им принадлежностью к определённому этносу или нации. Национальная идентичность — это чувство «нации как связного целого, представленного уникальными традициями, культурой и языком». Национальная идентичность не тождественна понятиям национальности или гражданства, хотя они могут быть факторами, оказывающими на неё сильное влияние.
Национальная идентичность не является врождённой чертой. Она проистекает из приобретённого осознания общности культуры, истории, языка с определённой группой людей. К этому может добавиться чувство принадлежности к определённому государству, приверженность его государственной идентичности, национальной идее и государственным символам.
Национальная идентичность может быть многоуровневой и сложносоставной. У малых народов, не имеющих собственной государственности, нередко имеет место национальная идентичность, комбинирующая региональную этнокультурную идентичность с более широкой национальной идентичностью, связанной с политической нацией и государством. Национальную идентичность мигрантов может определять как их происхождение, так и самоидентификация с их новым государством и его культурной средой.
На определённых этапах развития в рамках одной и той же этнокультурной группы могут конкурировать несколько проектов национальной идентичности. Примером может служить соперничество носителей малороссийской идентичности и носителей украинства на малороссийских землях Российской империи. В некоторых контекстах понятие «национальная идентичность» употребляется в отрыве от индивида, как некая совокупность черт и установок, присущих целой группе людей.
Позитивное и конструктивное выражение чувства, связанного с собственной национальной идентичностью, называется патриотизмом, негативное и гипертрофированное — национализмом и шовинизмом.

## Характеристики национальной идентичности
Различают две характеристики национальной идентичности — общность и отличительность.
Общность — степень гомогенности (однородности) нации, которая достигается мифами, легендами о своей истории, территории, языке, религии. Отражает внутреннее измерение национальной идентичности.
Отличительность показывает, насколько похожа или отлична данная нация от других наций международного сообщества. Отличительность отражает внешнее измерение национальной идентичности.

## Роль национальной идентичности
Роль национальной идентичности является непременным фактором стабильного и устойчивого существования государства. В критических ситуациях она определяет дальнейшее выживание страны. При отсутствии сильной национальной идентичности наступает кризис в работе политических институтов: коррупция начинает принимать неконтролируемые размеры; местные элиты проводят политику, направленную на достижение автономии или независимости; граждане стремятся эмигрировать из страны. Если злоупотребители выводят на первый план клановую, религиозную, семейную, этническую идентичности, происходит ослабление внутреннего суверенитета государства, которое приводит к его стагнации и кризису развития.